# Action (film 1980)
Action è un film commedia del 1980 diretto da Tinto Brass.

## Trama
Bruno Martel è un attore di film di serie B mentre sua moglie Ann, con la quale ha un rapporto contrastato, lavora come fotomodella e lo tradisce col suo agente. Martel prova a sfondare nel cinema hard, ma ne rimane disgustato e se ne allontana insieme a Ofelia, una svampita attricetta. Con lei e "Garibaldi", anziano anarchico vagabondo, vivono una serie di situazioni al limite del surreale e, in una casa di cura, Ofelia si suicida gettandosi da una finestra. Rubata un'automobile e compiuta una rapina, Bruno giunge con "Garibaldi" alla pompa di benzina gestita da Florence, donna ormai matura sposata al paralitico Joe; dopo averla soddisfatta, viene ucciso dalla polizia, chiamata nel frattempo da Joe.

## Distribuzione
Uscito nelle sale cinematografiche italiane il 4 gennaio 1980.

## Critica
(Aggeo Savioli)
(Achille Valdata)